# イスラエル・マドリモフ
イスラエル・マドリモフ（Israil Madrimov、1995年2月16日 - ）は、ウズベキスタンのプロボクサー。ホラズム州ヒヴァ出身。元WBA世界スーパーウェルター級王者。
試合に勝利した後にバク転をするパフォーマンスを行う。

## 来歴

### アマチュア時代
2014年9月、アジア競技大会に69kg級で出場し、2回戦で鈴木康弘に勝利するが、決勝でダニヤル・イェレウシノフに敗れ、銀メダルを獲得した。
2017年9月、世界選手権に75kg級で出場するが、2回戦で敗退した。
2018年9月、アジア競技大会に75kg級で出場し、金メダルを獲得した。

### プロ時代
2018年11月24日、ニュージャージー州アトランティックシティのエテズス・アリーナで、プロデビュー戦としてウラジミール・エルナンデスとWBAインターコンチネンタルスーパーウェルター級王座決定戦を行い、6回1分24秒TKO勝ちを収めプロデビューを白星で飾ったとともに王座を獲得した。
2019年3月9日、ニューヨーク州ヴェローナのターニング・ストーン・リゾート・アンド・カジノ内ターニング・ストーン・イベント・センターでフランク・ロハスとWBAインターコンチネンタルスーパーウェルター級タイトルマッチを行い、2回1分58秒TKO勝ちを収め初防衛に成功した。
2019年3月11日、ワールドボクシングと共同プロモーションの形でマッチルーム・スポーツ・USAと契約した。
2024年3月8日、サウジアラビア・リヤドのキングダム・アリーナにてアンソニー・ジョシュア対フランシス・ガヌーの前座でWBA世界スーパーウェルター級2位のマゴメド・クルバノフとWBA世界スーパーウェルター級王座決定戦を行い、5回2分20秒TKO勝ちを収め王座獲得に成功した。なお、同年3月2日にマドリモフが試合を管理するBBBofCのメディカルチェックで不合格となり一度は中止が報じられたが、その後の再検査で異常なしと確認され中止を撤回、試合は予定通り行われた。
2024年8月3日、カリフォルニア州ロサンゼルスのBMOスタジアムにてサウジアラビアの興行「リヤド・シーズン」の海外初開催興行及び米国初進出興行のメインイベントで、1階級下のWBA・WBO世界ウェルター級王者のテレンス・クロフォードとWBA世界スーパーウェルター級タイトルマッチ及びWBO暫定・世界スーパーウェルター級王座決定戦を行い、12回0-3（112-116、2者が113-115）の判定負けを喫し、WBA王座の初防衛およびWBO暫定王座の獲得に失敗、WBA王座から陥落した。尚、この興行はメインイベント以外に前座でも豪華カードが組まれ、クロフォードは250万ドル（約3億6千万円）、マドリモフは75万ドル（約1億1千万円）と最低保証として通常より高額なファイトマネーが保証されていたが、元Yahoo!のボクシング記者ケビン・アイオリは、会場のチケットが無料で数千枚配布され、さらに価格を大幅に値下げしたがそれでも売れず、ペイ・パー・ビューの販売も不振だったことから1000万ドル（約14億円）以上の赤字を出したと報じた。
2025年2月22日、サウジアラビア・リヤドのANBアリーナにてアルツール・ベテルビエフ対ディミトリー・ビボル第2戦の前座でWBC世界スーパーウェルター級暫定王者のバージル・オルティス・ジュニアとWBC暫定・世界同級タイトルマッチを行うも、12回0-3（111-117、113-115×2）の判定負けを喫し世界王座返り咲きと再起に失敗した。

## 戦績
- プロボクシング：13戦 10勝 (7KO) 2敗 1分

| 戦           | 日付           | 勝敗 | 時間    | 内容    | 対戦相手                       | 国籍           | 備考                                                                   |
| ------------ | -------------- | ---- | ------- | ------- | ------------------------------ | -------------- | ---------------------------------------------------------------------- |
| 1            | 2018年11月24日 | ☆    | 6R 1:24 | TKO     | ウラジミール・エルナンデス     | メキシコ       | プロデビュー戦 WBAインターコンチネンタルスーパーウェルター級王座決定戦 |
| 2            | 2019年3月9日   | ☆    | 2R 1:56 | KO      | フランク・ロハス               | ベネズエラ     | WBAインターコンチネンタル防衛1                                         |
| 3            | 2019年6月8日   | ☆    | 6R 0:49 | TKO     | ノルベルト・ゴンサレス         | メキシコ       |                                                                        |
| 4            | 2019年10月5日  | ☆    | 5R 2:36 | TKO     | アレハンドロ・バレラ           | メキシコ       | WBAインターコンチネンタル防衛2                                         |
| 5            | 2020年2月29日  | ☆    | 6R 2:24 | TKO     | チャルリエ・ナバーロ           | ベネズエラ     | WBAインターコンチネンタル防衛3                                         |
| 6            | 2020年8月15日  | ☆    | 12R     | 判定3-0 | エリック・ウォーカー           | アメリカ合衆国 |                                                                        |
| 7            | 2021年4月3日   | ☆    | 10R     | 判定3-0 | エマニー・カロンボ             | コンゴ共和国   |                                                                        |
| 8            | 2021年12月17日 | ☆    | 9R 3:00 | TKO     | ミシェル・ソロ                 | ドイツ         |                                                                        |
| 9            | 2022年7月9日   | △    | 3R 0:05 | 負傷    | ミシェル・ソロ                 | ドイツ         |                                                                        |
| 10           | 2023年4月8日   | ☆    | 10R     | 判定3-0 | ラファエル・イグボクウェ       | アメリカ合衆国 |                                                                        |
| 11           | 2024年3月8日   | ☆    | 5R 2:20 | TKO     | マゴメド・クルバノフ           | ロシア         | WBA世界スーパーウェルター級王座決定戦                                  |
| 12           | 2024年8月3日   | ★    | 12R     | 判定0-3 | テレンス・クロフォード         | アメリカ合衆国 | WBO世界スーパーウェルター級暫定王座決定戦 WBA陥落                      |
| 13           | 2025年2月22日  | ★    | 12R     | 判定0-3 | バージル・オルティス・ジュニア | アメリカ合衆国 | WBC暫定・世界スーパーウェルター級タイトルマッチ                        |
| テンプレート |                |      |         |         |                                |                |                                                                        |

## 獲得タイトル
- WBAインターコンチネンタルスーパーウェルター級王座
- WBA世界スーパーウェルター級王座（防衛0）